# Тоарська океанічна безкиснева подія
Тоарська океанічна безкиснева подія, або подія Дженкінза (англ. Jenkyns Event) — безкиснева подія, що відбулася близько 183 мільйони роки тому на початку тоарського віку. Під час події відбувалось глобальне потепління, підняття рівня моря і негативне відхилення ізотопного підпису вуглецю.
У геологічних пластах подія виражена чорними сланцями (англ. black shale).
Головною причиною було виверження трапових формацій Кару-Феррар і/або вивільнення відкладень гідрату метану.
Подія суттєво змінила наземні екосистеми, зокрема рослини й динозаврів.